# Peugeot Typ 22
Der Peugeot Typ 22 ist ein frühes Automodell des französischen Automobilherstellers Peugeot, von dem von 1898 bis 1900 im Werk Audincourt 5 Exemplare produziert wurden.

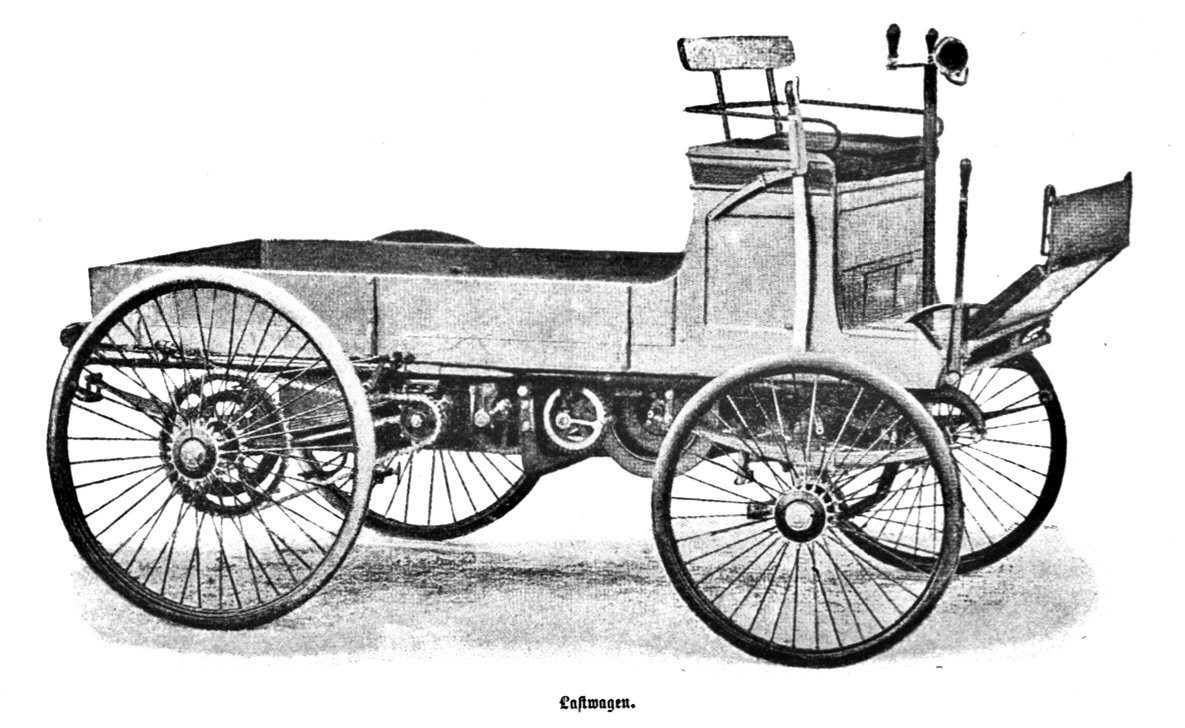
Peugeot Typ 22 um 1900

Die Fahrzeuge besaßen einen Zweizylinder-Viertaktmotor eigener Fertigung, der im Heck liegend angeordnet war und über Kette die Hinterräder antrieb. Der Motor leistete zwischen 6 und 8 PS.
Bei einem Radstand von 175 cm betrug die Fahrzeuglänge 290 cm und die Fahrzeughöhe 180 cm. Die Karosserieform offener Lieferwagen bot Platz für zwei Personen.